# Bahlui
Il Bahlui è un fiume della Romania che scorre nel distretto di Iași.

## Il nome
Il suo nome di origine cumana significa Ruscello stagnoso, poiché aveva (ancora oggi) una portata molto variabile.

## Percorso
La sorgente del Bahlui si trova ad un'altitudine di 500 m s.l.m. presso il villaggio di Tudora (Botoșani).
Il fiume scorre nella bassa pianura e passa per la città Hârlău. Entra poi a Iași, ove divide la città in due. Dopo 104 km di corso il fiume sfocia nel Jijia, vicino alla città di Chiperești.

### Affluenti
Durante il suo percorso riceve diversi fiumi; i suoi affluenti principali sono:
- Durușca;
- Ciric;
- Bahluiet;
- Nicolina;
- Voinești.

## Inquinamento
Non vi è stato per quasi 40 anni nessun lavoro di bonifica e di pulizia del fiume; in più, le imprese industriali della zona hanno immesso nell'acqua numerosi inquinanti (principalmente azoto), e dunque il Bahlui divenne molto inquinato. Inoltre, i cittadini del Comune gettano rifiuti nel letto del fiume, in particolare nelle zone periferiche.
Nel 2004, secondo le analisi effettuate dal Dipartimento Bacino del Prut, il fiume presenta un inquinamento di quarto grado sui cinque massimi, e l'acqua può essere utilizzata solo in agricoltura e in pesca. Attualmente, ci sono impianti di depurazione nelle città di Hârlău e Iași, che riducono l'apporto di sostanze inquinanti, rendendo migliore la qualità delle acque del fiume.

## Risanamento
Negli anni '80 del XX secolo, gli specialisti del Ministero dell'ambiente hanno elaborato un progetto: Bahlui fiume navigabile, ma è stato abbandonato dall'amministrazione del paese. Il progetto, ha portato una rettificazione del corso del fiume, tra città di Lețcani e di Iași. Inoltre si è costruito un canale artificiale (il Bahlui - Prut), che ha portato a un ulteriore sviluppo dell'agricoltura nella zona.